# Anja Knapp
Anja Knapp (Bad Urach, 11 de septiembre de 1988) es una deportista alemana que compitió en triatlón. Ganó una medalla de oro en el Campeonato Mundial de Triatlón por Relevos Mixtos de 2013 y dos medallas en el Campeonato Europeo de Triatlón, oro en 2013 y plata en 2012.

## Palmarés internacional
| Campeonato Mundial por Relevos Mixtos | Campeonato Mundial por Relevos Mixtos | Campeonato Mundial por Relevos Mixtos | Campeonato Mundial por Relevos Mixtos |
| Año                                   | Lugar                                 | Medalla                               | Prueba                                |
| ------------------------------------- | ------------------------------------- | ------------------------------------- | ------------------------------------- |
| 2013                                  | Hamburgo (Alemania)                   | Medalla de oro                        | Relevo mixto                          |
| Campeonato Europeo                    |                                       |                                       |                                       |
| Año                                   | Lugar                                 | Medalla                               | Prueba                                |
| 2012                                  | Eilat (Israel)                        | Medalla de plata                      | Relevo mixto                          |
| 2013                                  | Alanya (Turquía)                      | Medalla de oro                        | Relevo mixto                          |